# روب ماس
روب ماس (بالهولندية: Rob Maas)‏ (ولد في 17 ديسمبر 1969) هو لاعب كرة قدم هولندي يلعب مهاجماً.

## روابط خارجية
- روب ماس على موقع الاتحاد الأوربي (الإنجليزية)
- روب ماس على موقع قاعدة بيانات كرة القدم.إي يو (الإنجليزية)
- روب ماس على موقع بيانات كرة القدم. دي إي (الألمانية)
- روب ماس على موقع Soccerway.com (الإنجليزية)
- روب ماس على موقع عالم كرة القدم.نت (الإنجليزية)